# Nova Ambuíla
Nova Ambuíla, anteriormente Nova Caipemba, foi uma comuna angolana que se localizava na província de Uíge, pertencente ao município de Ambuíla. Até setembro de 2024 foi a sede da referida municipalidade, quando foi extinta pela reforma administrativa-territorial realizada pela Lei n.° 14/24 de 5 de Setembro.